# Ujungjaya (Ujung Jaya)
Ujungjaya is een bestuurslaag in het regentschap Sumedang van de provincie West-Java, Indonesië. Ujungjaya telt 6189 inwoners (volkstelling 2010).